# فؤاد عارف
اللواء فؤاد عارف البرزنجي (1913 -2010) هو سياسي وعسكري عراقي كردي، شغل مناصب مختلفة في العراق في العهدين الملكي والجمهوري، منها مرافق الملك غازي، ورئيس أركان الجيش ومحافظ كربلاء ووزير الإرشاد ثم وزيراً للأوقاف وآخرها نائباً لرئيس الوزراء.

## ولادته ونشأته
هو السيد فؤاد بن السيد عارف بن السيد محمود بن الشيخ إسماعيل بن الشيخ مصطفى القرداغي بن الشيخ حسن بن بابا رسول علي رأس الأسرة البرزنجية، ولد في مدينة العمارة سنة 1913 وتوفي سنة 2010.
خاله هو الوزير والنائب والمتصرف في العهد الملكي ماجد مصطفى، قد تربى في كنفه بعد أن توفي والده عام 1914.
شاهد قصف القوات البريطانية لمدينة السليمانية عام 1919 وكذلك سنة 1924 أثناء ثورات محمود الحفيد.

## خدماته العسكرية
دخل فؤاد عارف الكلية العسكرية عام 1928 ضمن فئة المقبولين من أبناء رؤساء العشائر، اما أبرز زملاء الدراسة فهم عبد الكريم قاسم وأحمد صالح العبدي والأمير غازي، وتخرج ملازم ثان وعمل مرافقا للملك غازي في الكلية ثم عين بعد تخرجه مرافقاً له 1936 وقد تدرج في الرتب العسكرية وأسندت إليه بعض المناصب الحساسة مثل آمر الانضباط العسكري في بغداد.
كما شغل منصب رئيس أركان الجيش بعد حركة 18 تشرين الثاني 1963.

## مناصبه السياسية
عين بعد ثورة 14 تموز 1958 محافظا لكربلاء، ثم شغل منصب وزير الدولة ووزير الزراعة بالوكالة ووزير الإرشاد في التعديل الثاني من وزارة عبد الكريم قاسم عام 1959 . تولى منصب وزارة الاوقاف بعد 1963 في وزارة أحمد حسن البكر الأولى.
وفي عام 1968 أصبح نائباً لرئيس الوزراء في وزارة عبد الرحمن عارف، ثم تقاعد.

## مذكراته
كتب الجزء الأول من مذكراته بعنوان حزمة من الضوء على تاريخ العراق المعاصر وطبعها سنة 1999، ثم صدر الجزء الثاني من مذكراته سنة 2011، بدراسة وتحقيق كمال مظهر أحمد.

## روابط خارجية
- فؤاد عارف البرزنجي  على فيسبوك.